# Chelsea (Alabama)
Chelsea ist eine City im Shelby County, Alabama, USA. Nach der Volkszählung aus dem Jahr 2020 hatte der Ort 14.982 Einwohner.

## Demographie
Nach der Volkszählung aus dem Jahr 2010 hatte Chelsea 10.183 Einwohner die sich auf 3.657 Haushalte und 2.929 Familien verteilten. Die Bevölkerungsdichte betrug somit 140,3 Einwohner/km². 89,5 % der Einwohner waren weiß, 5,7 % afroamerikanisch. In 43,1 % der Haushalte lebten Kinder unter 18 Jahren. Das Durchschnittseinkommen betrug 91.548 Dollar pro Haushalt, wobei 2,7 % der Haushalte ein Einkommen von weniger als 10.000 $ hatten.

## Nachweise

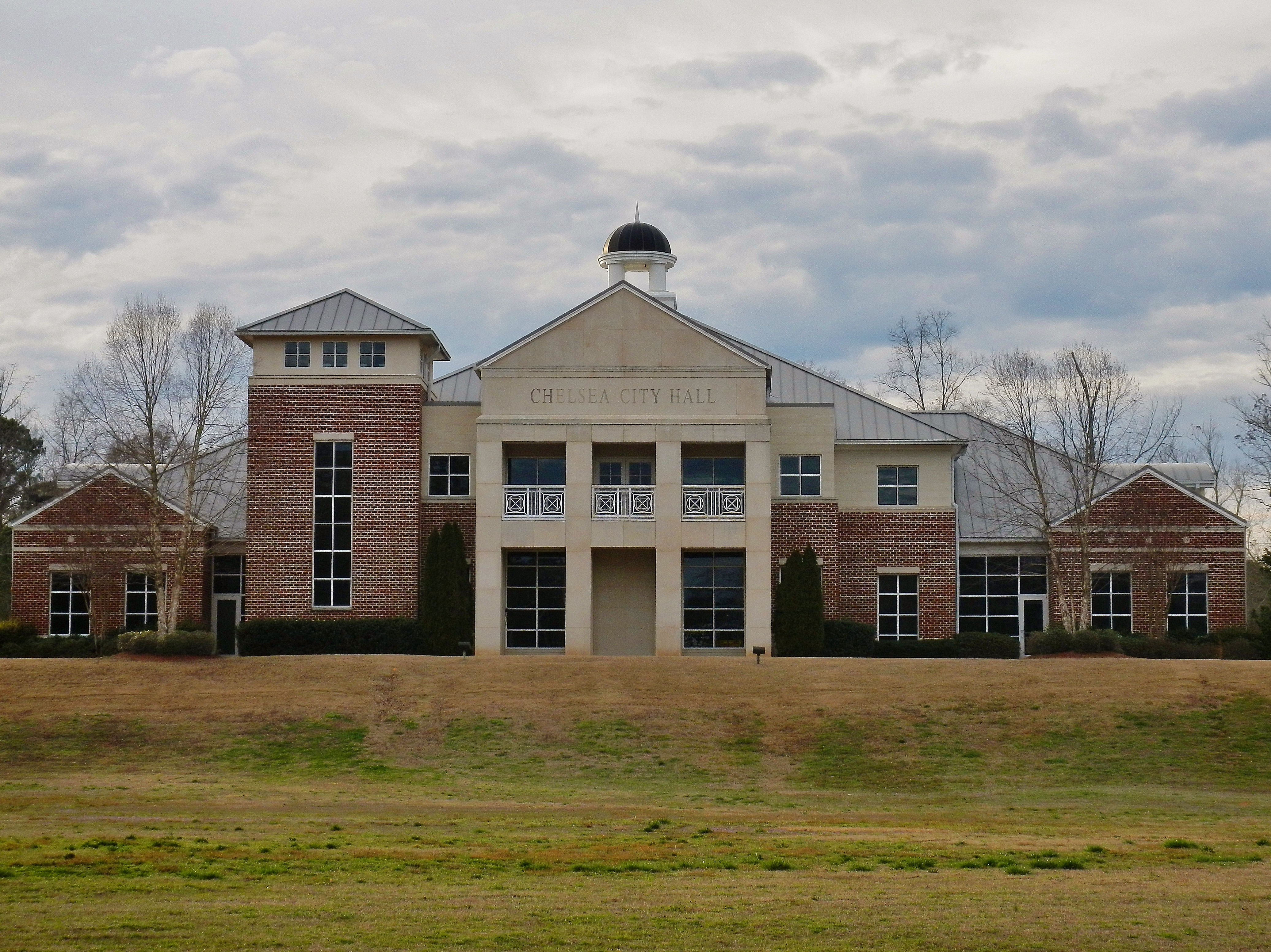
Chelsea, City Hall

1. ↑  Explore Census Data Chelsea city, Alabama. Abgerufen am 10. November 2022.